# جيمي سترينج
جيمي سترينج هو موسيقي وسياسي نيوزيلندي، ولد في 1976. نشط حزبياً في حزب العمال النيوزيلندي. وقد انتخب عضو مجلس النواب النيوزيلندي ‏ وقد انضم خلال فترته النيابية ‏ للكتلة البرلمانية حزب العمال النيوزيلندي.